# Discocalyx papuana
Discocalyx papuana är en viveväxtart som beskrevs av Kanehira och Hatusima. Discocalyx papuana ingår i släktet Discocalyx och familjen viveväxter. Utöver nominatformen finns också underarten D. p. brevipedicellata.